# Biserica de lemn din Pieptani

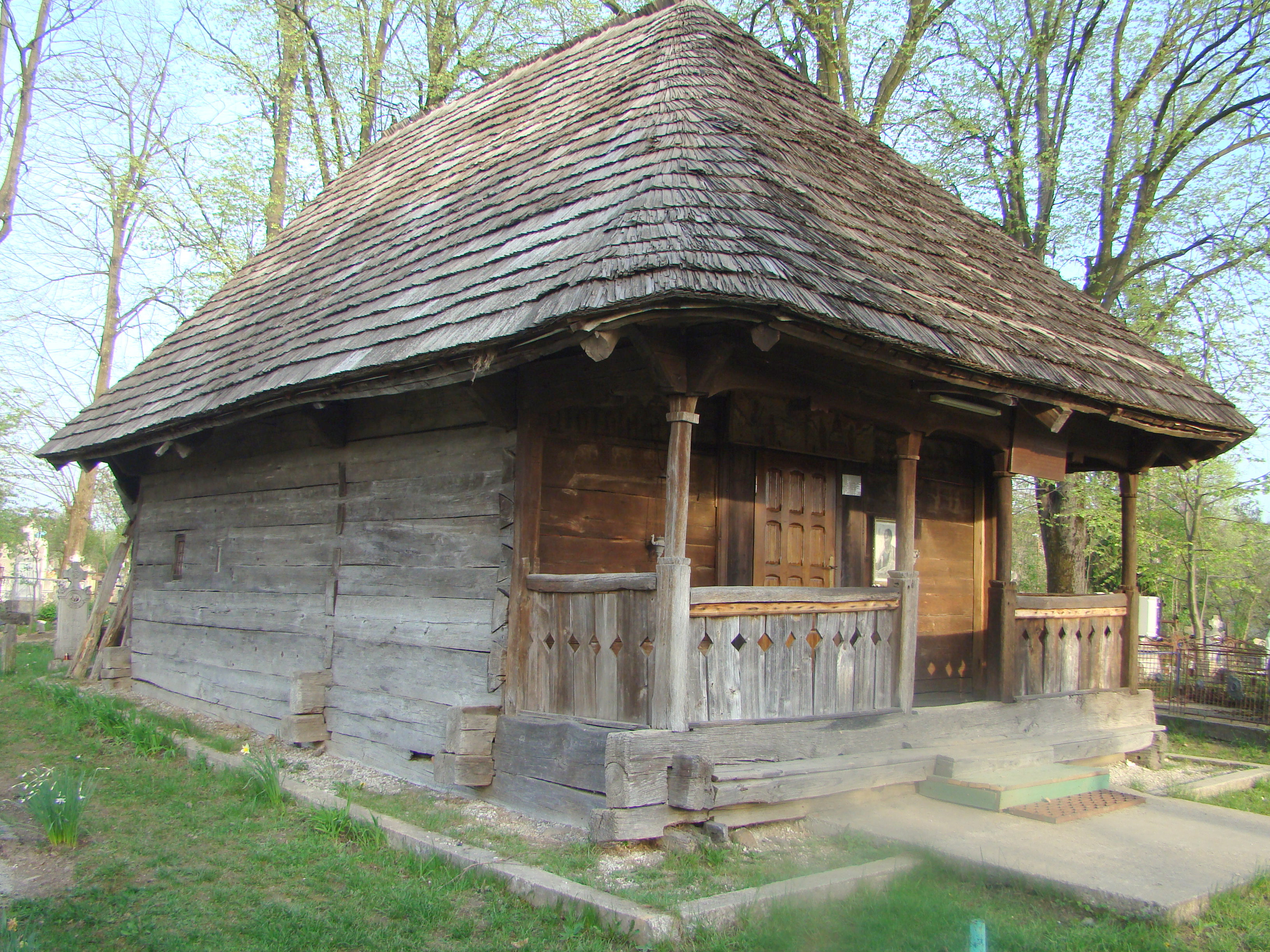
Biserica de lemn „Sfântul Vasile” din Pieptani, comuna Câlnic, județul Gorj, foto: aprilie 2018.

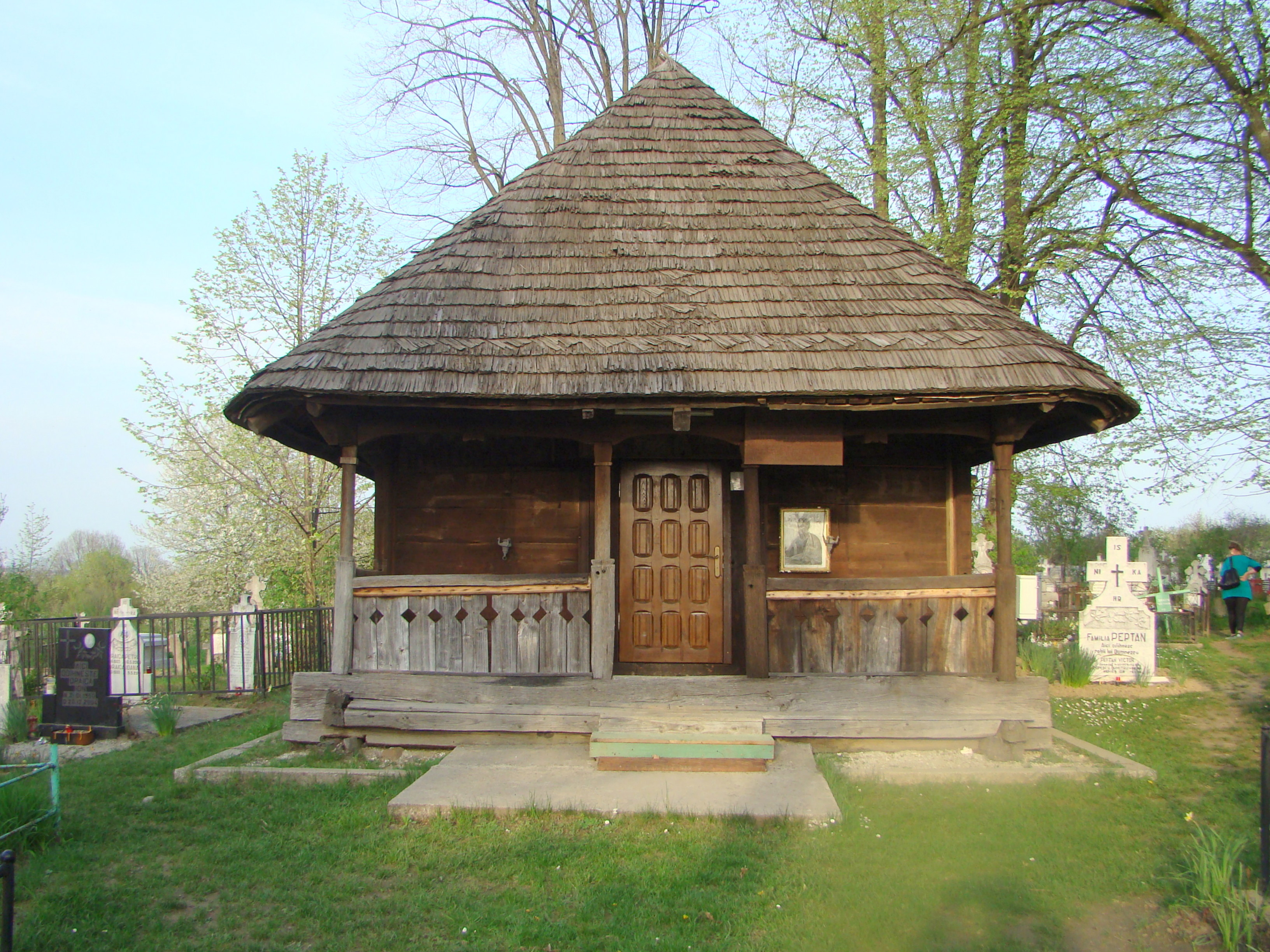
Biserica (vest)

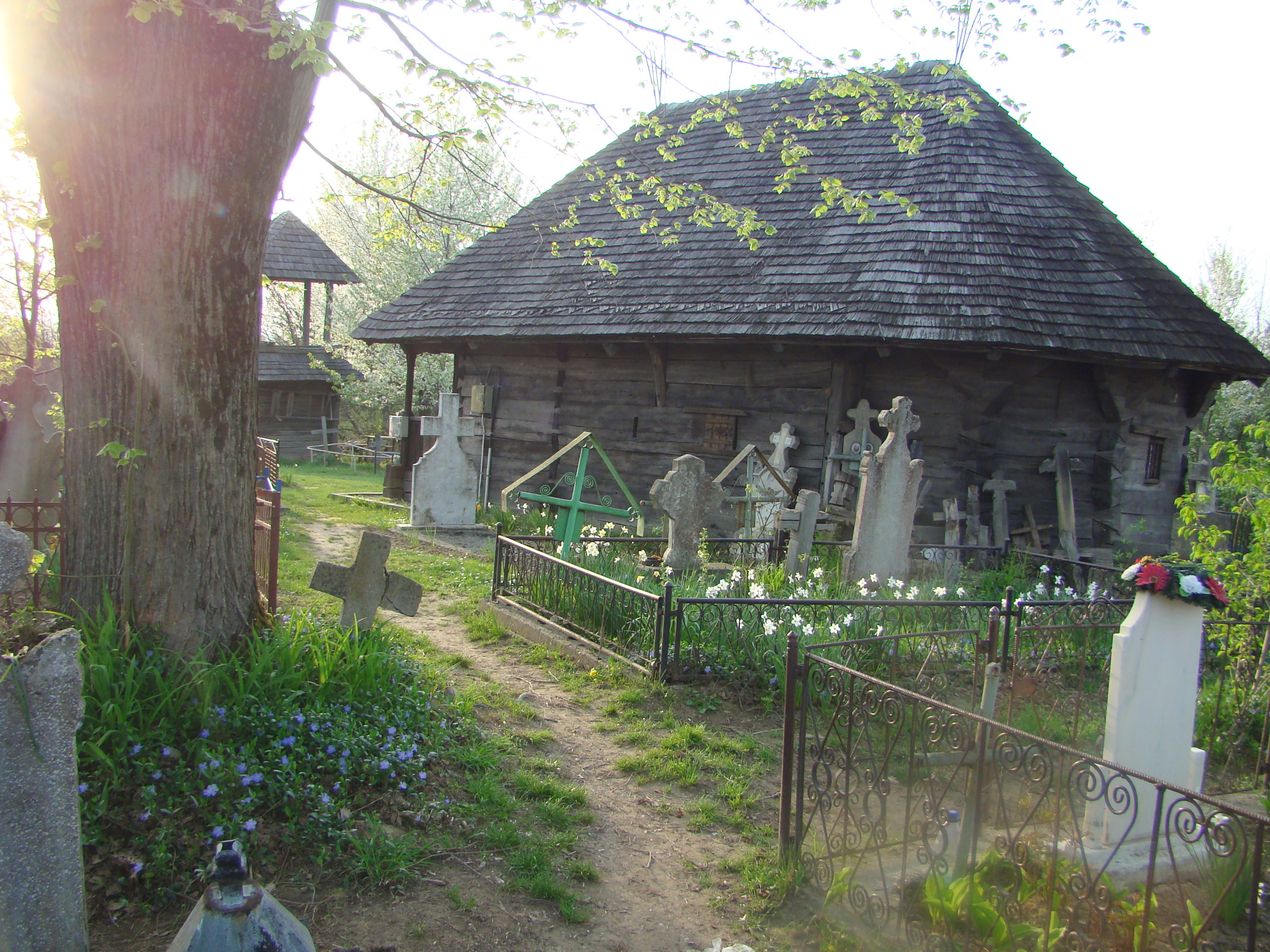
Biserica şi clopotnița

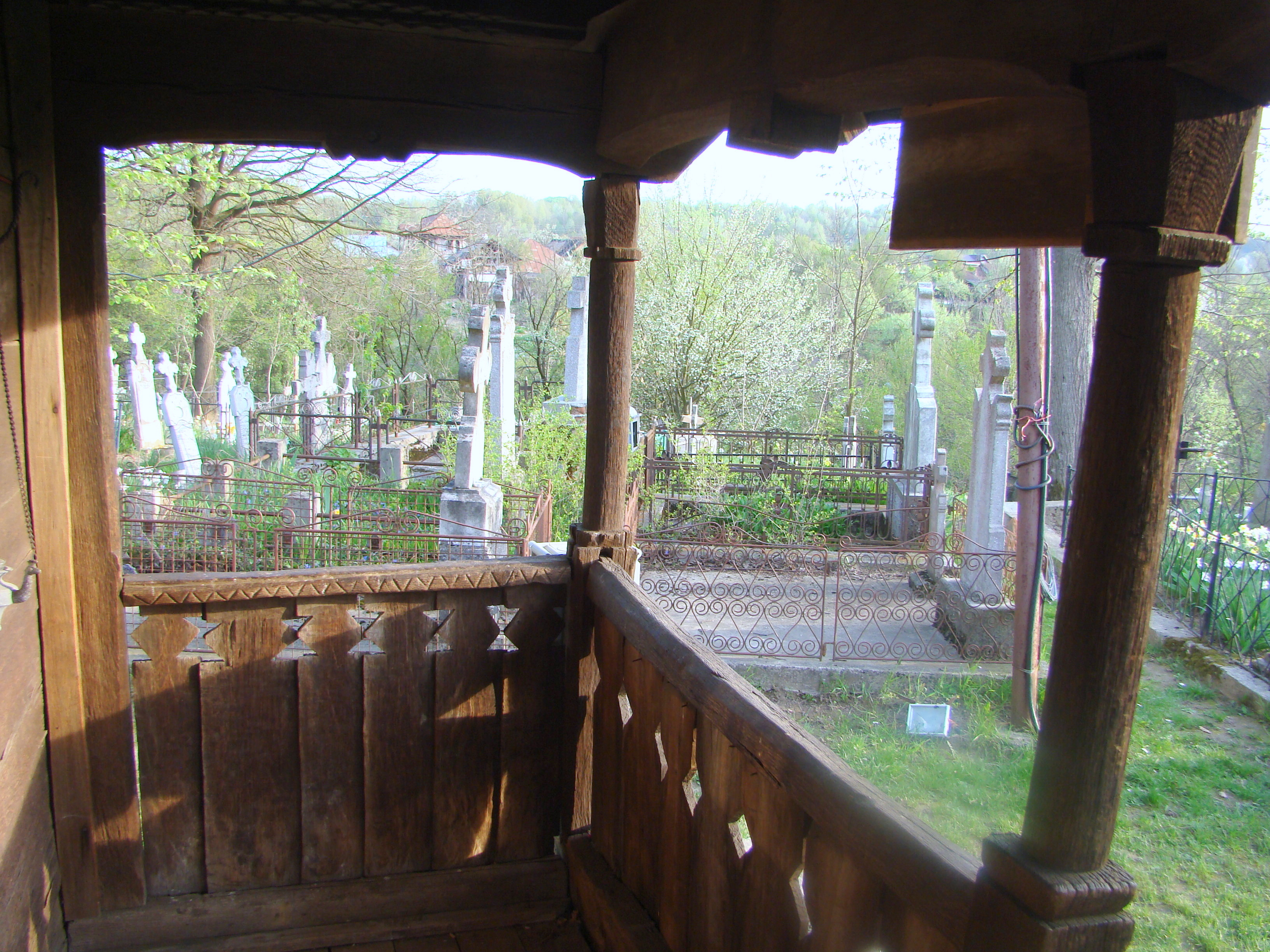
Pridvorul de pe latura vestică

Biserica de lemn din Pieptani, comuna Câlnic, județul Gorj, datează din anul 1810. Are hramul „Sfântul Vasile”. Biserica se află pe lista monumentelor istorice sub codul LMI:  GJ-II-m-B-09346.

## Istoric și trăsături
Biserica a fost ridicată în anul 1810 de Tache Iorgănoiu din Peșteana-Vulcan, pe structura uneia mai vechi, din secolul XVII. Planul e cel tipic pentru bisericile de lemn: naos, la care se adaugă altarul, poligonal, cu cinci laturi; temelia e formată din două bârne, așezate direct pe pământ.
Lucrări importante de renovare au avut loc în anii 1881, 1912 (refăcând-o din ruine) și, ultima dată, în 2004 când i-a fost reînnoit acoperișul din șiță. Biserica a fost sfințită în data de 23 octombrie, anul 2005, de PS Gurie Gorjeanul, Episcop Vicar al Arhiepiscopiei Craiovei.

## Galerie de imagini

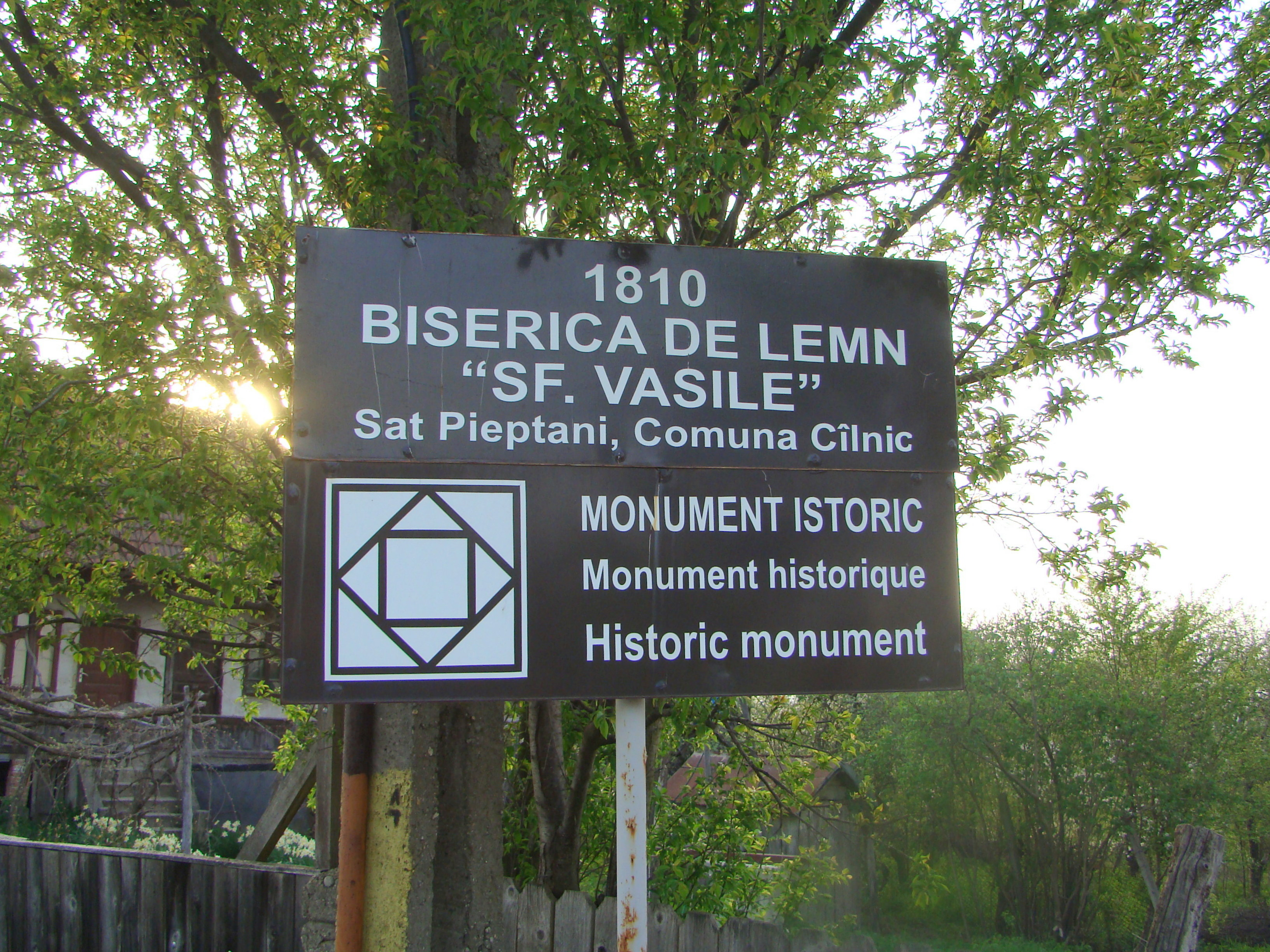
Tablă de monument
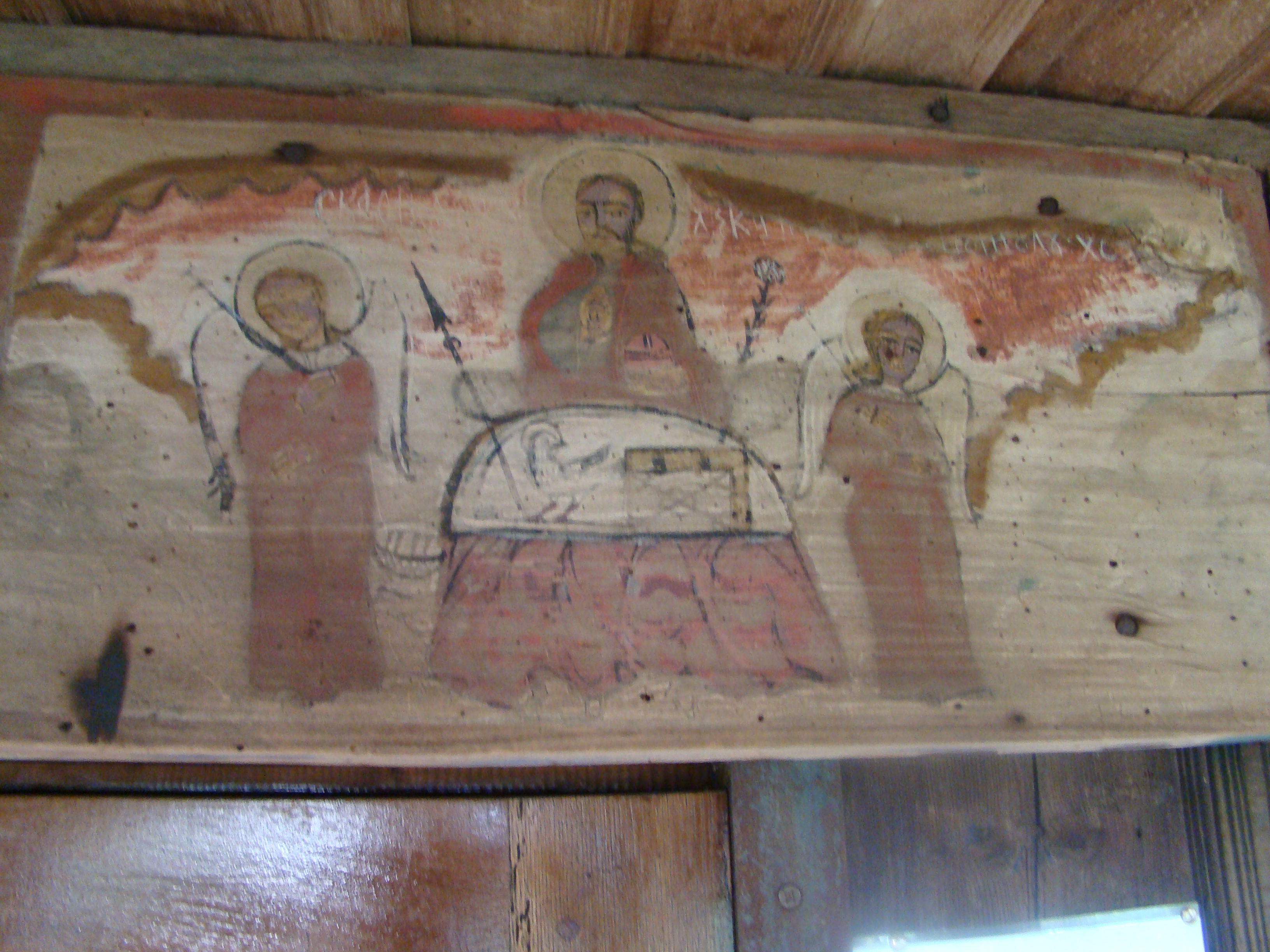
Pictură exterioară
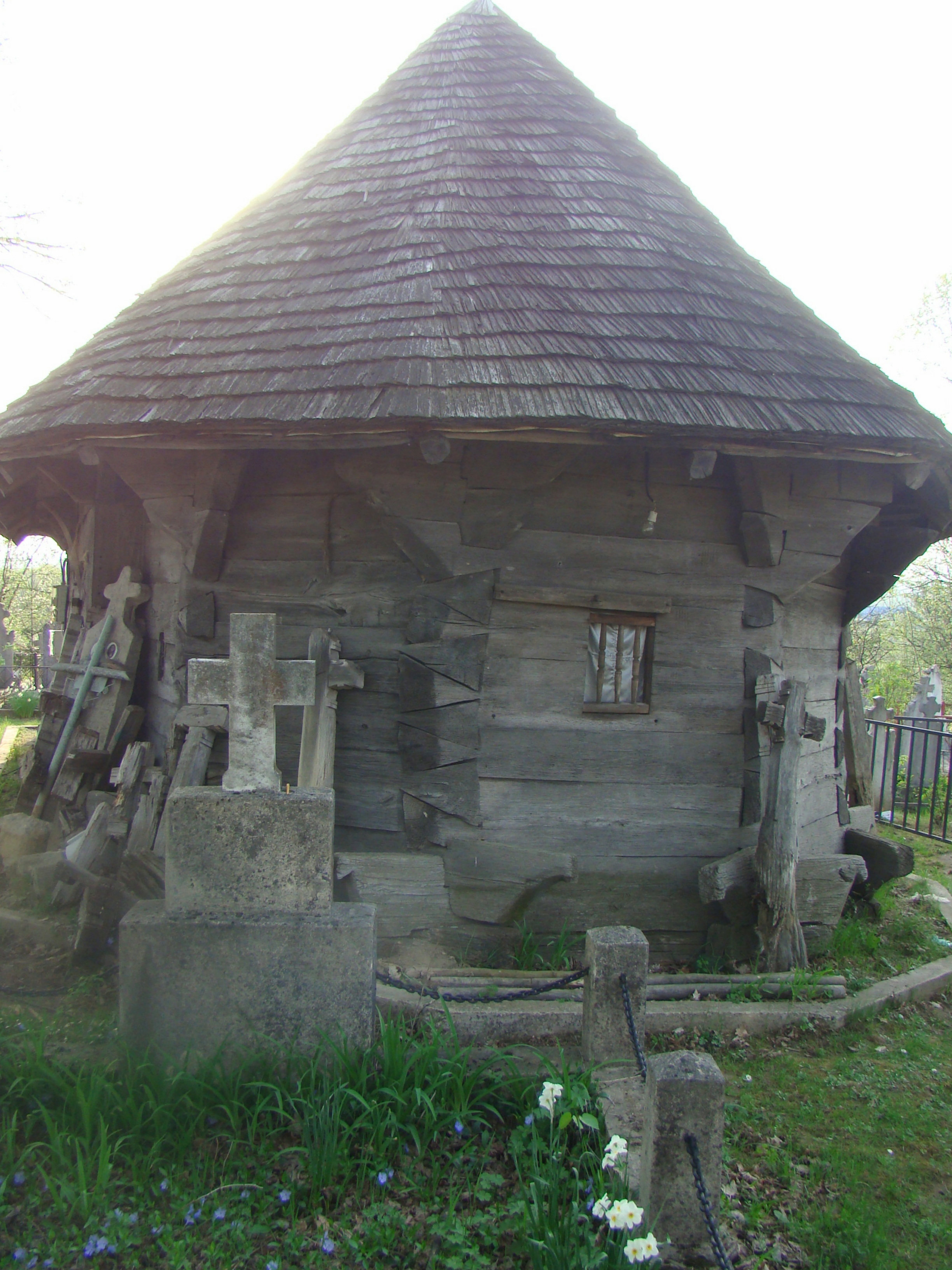
Absida altarului
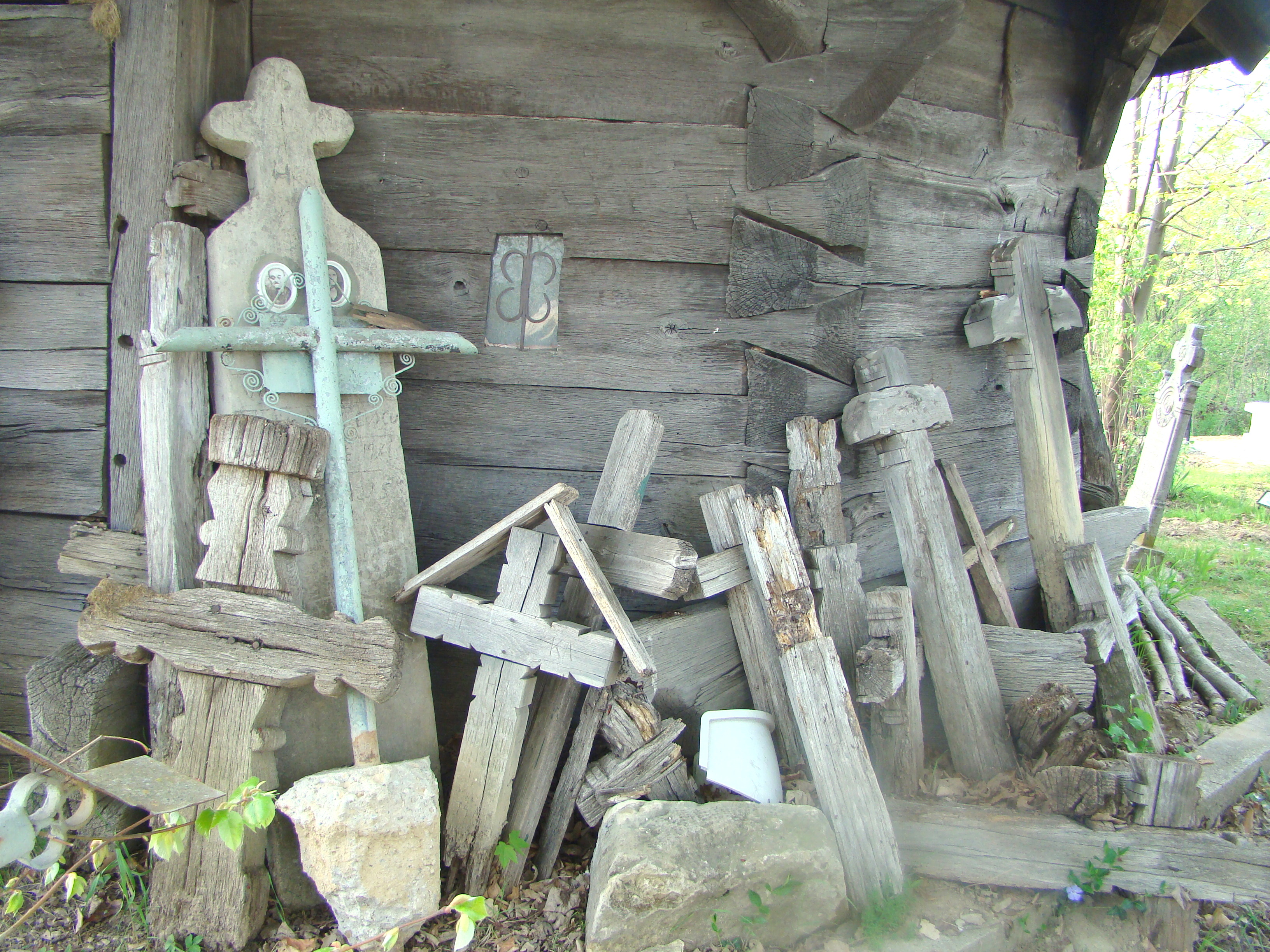
Cruci lângă altar
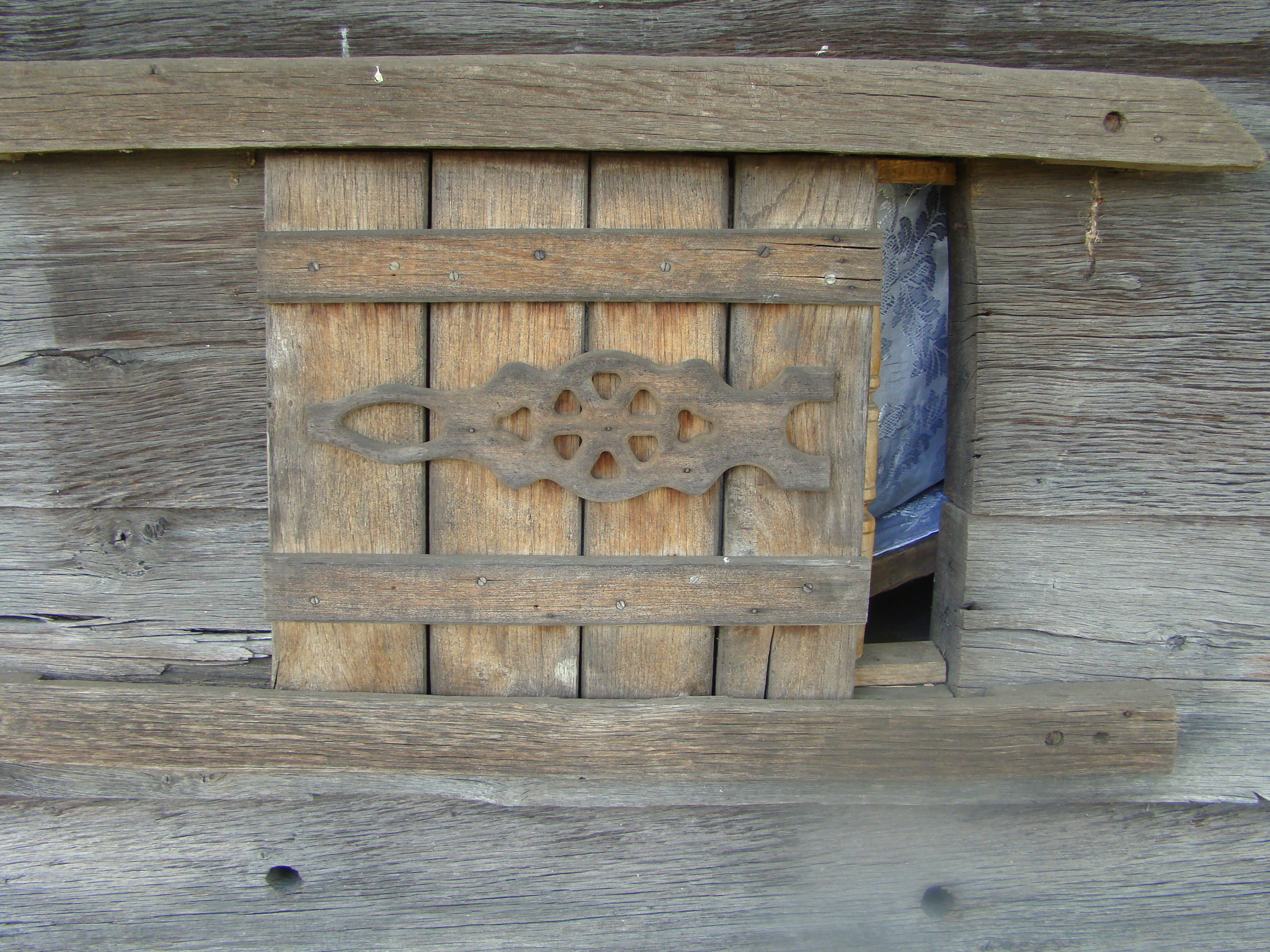
Fereastră cu oblon
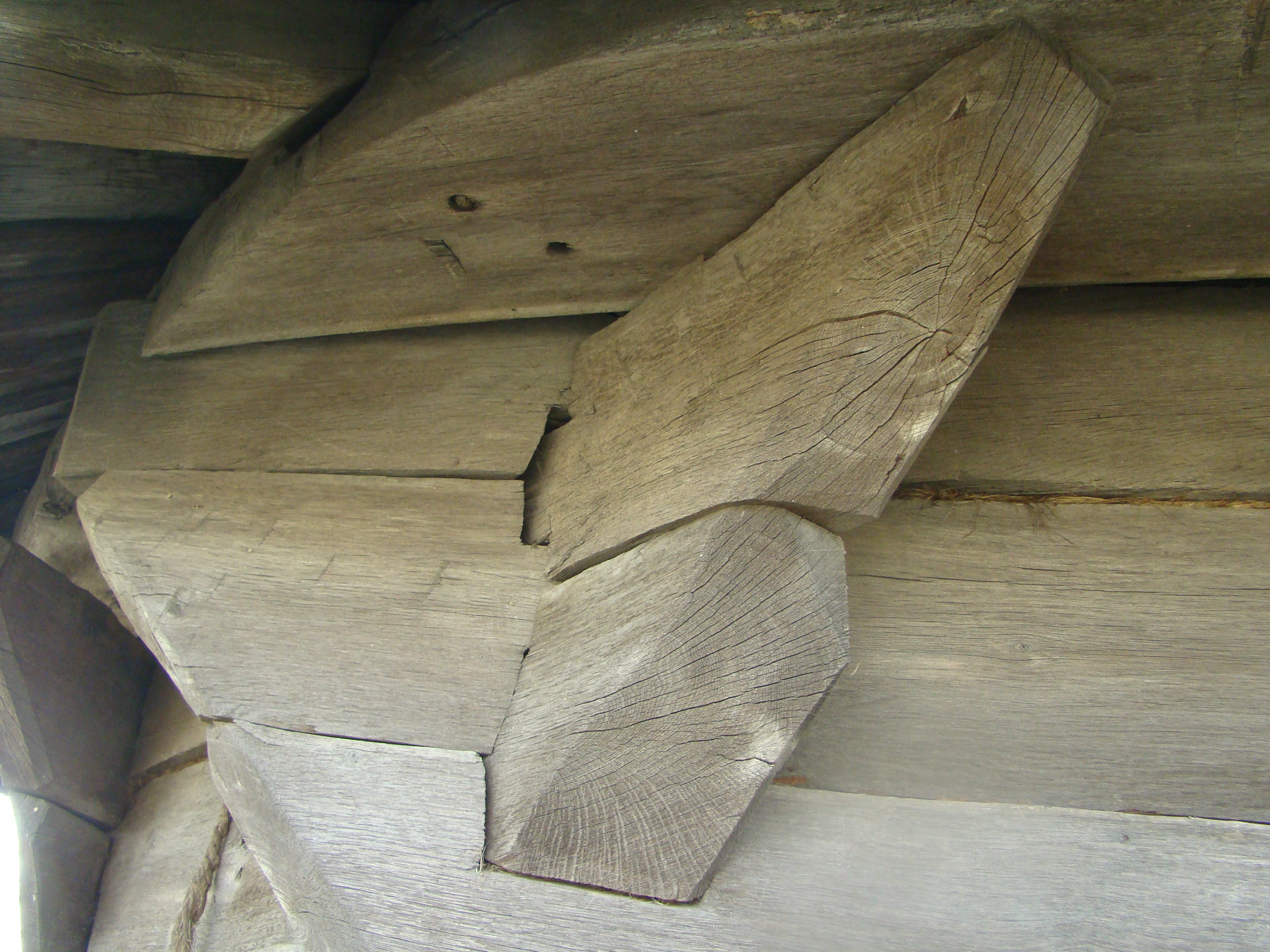
Console
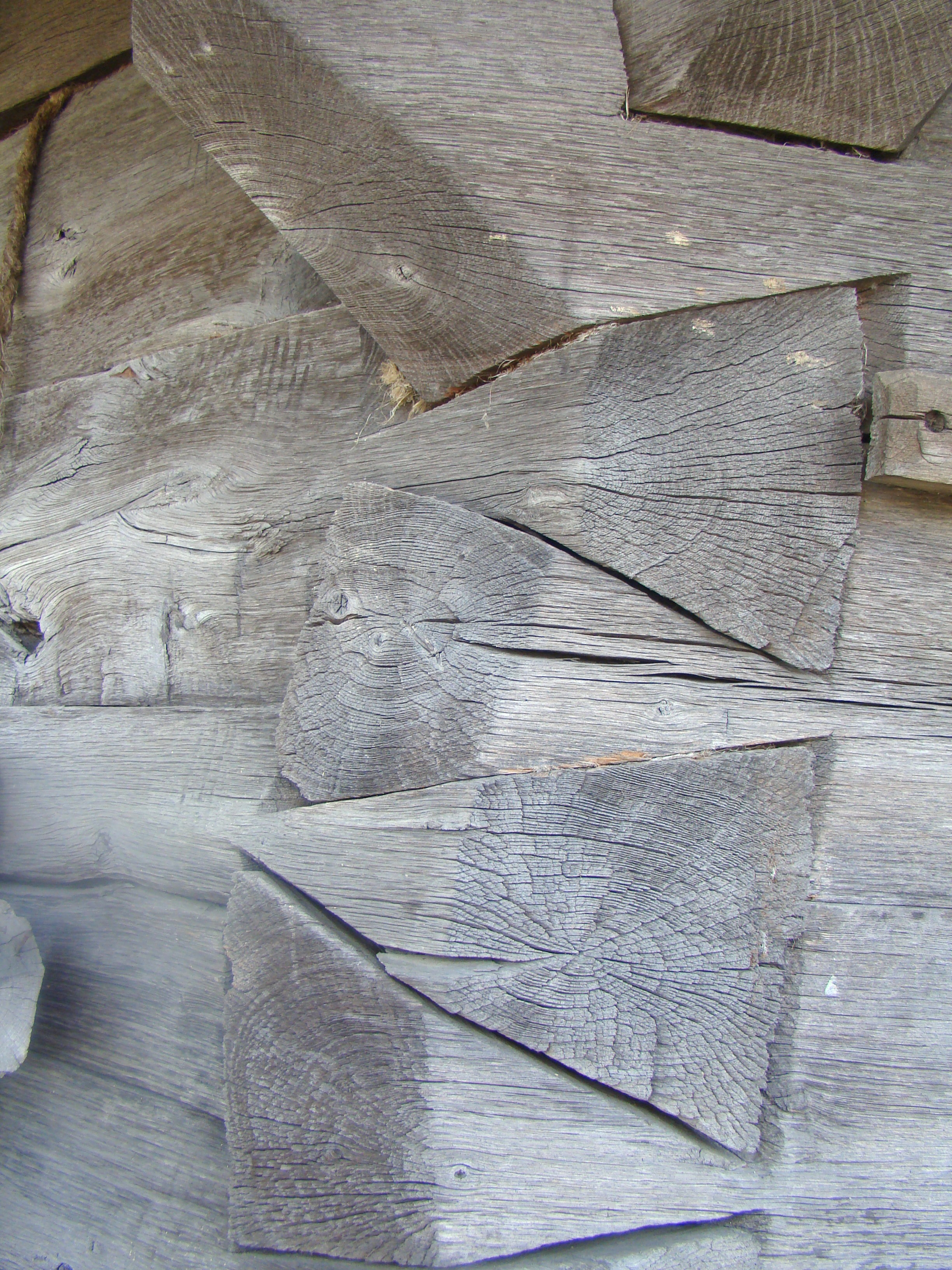
Îmbinări
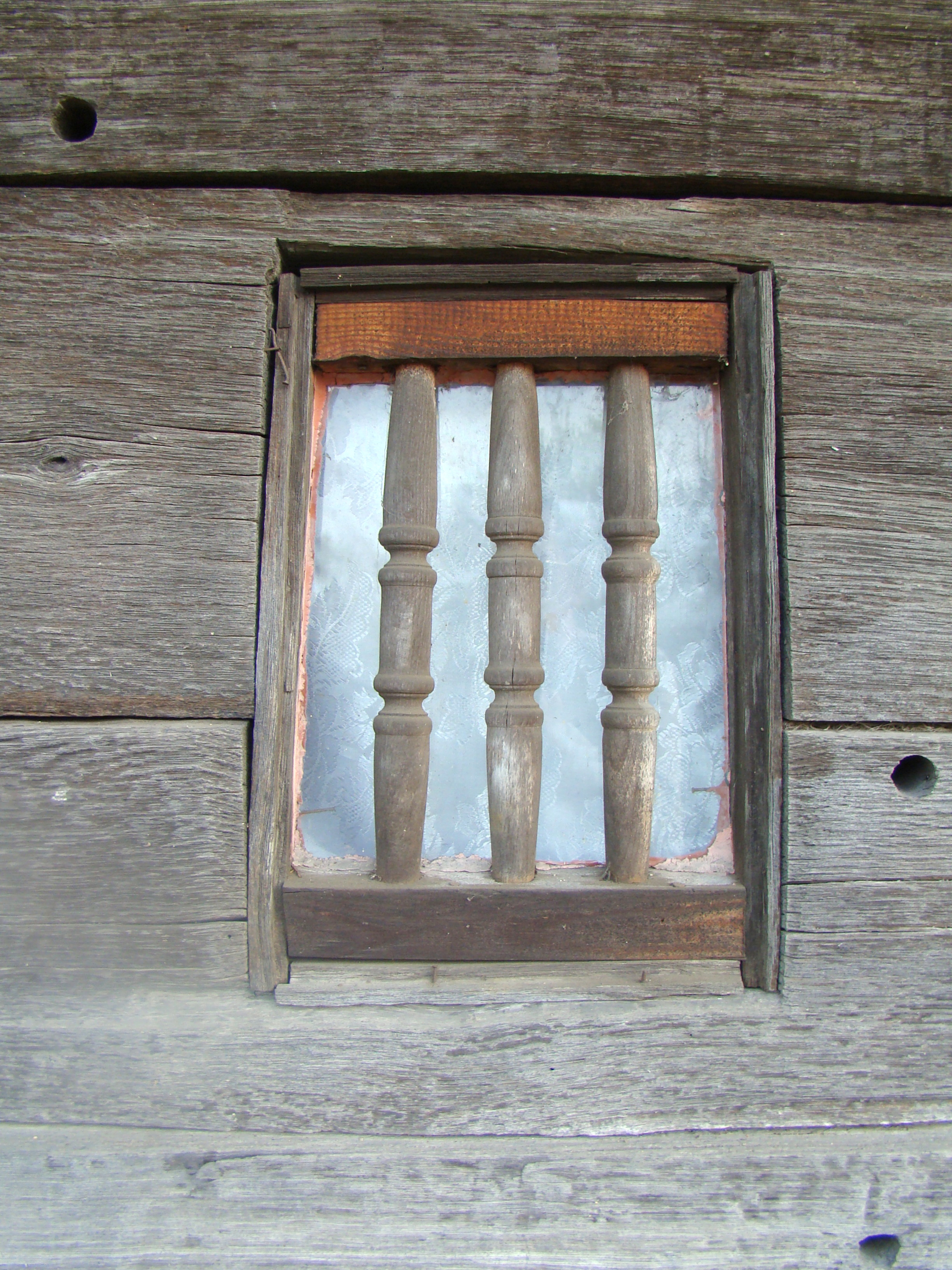
Fereastră
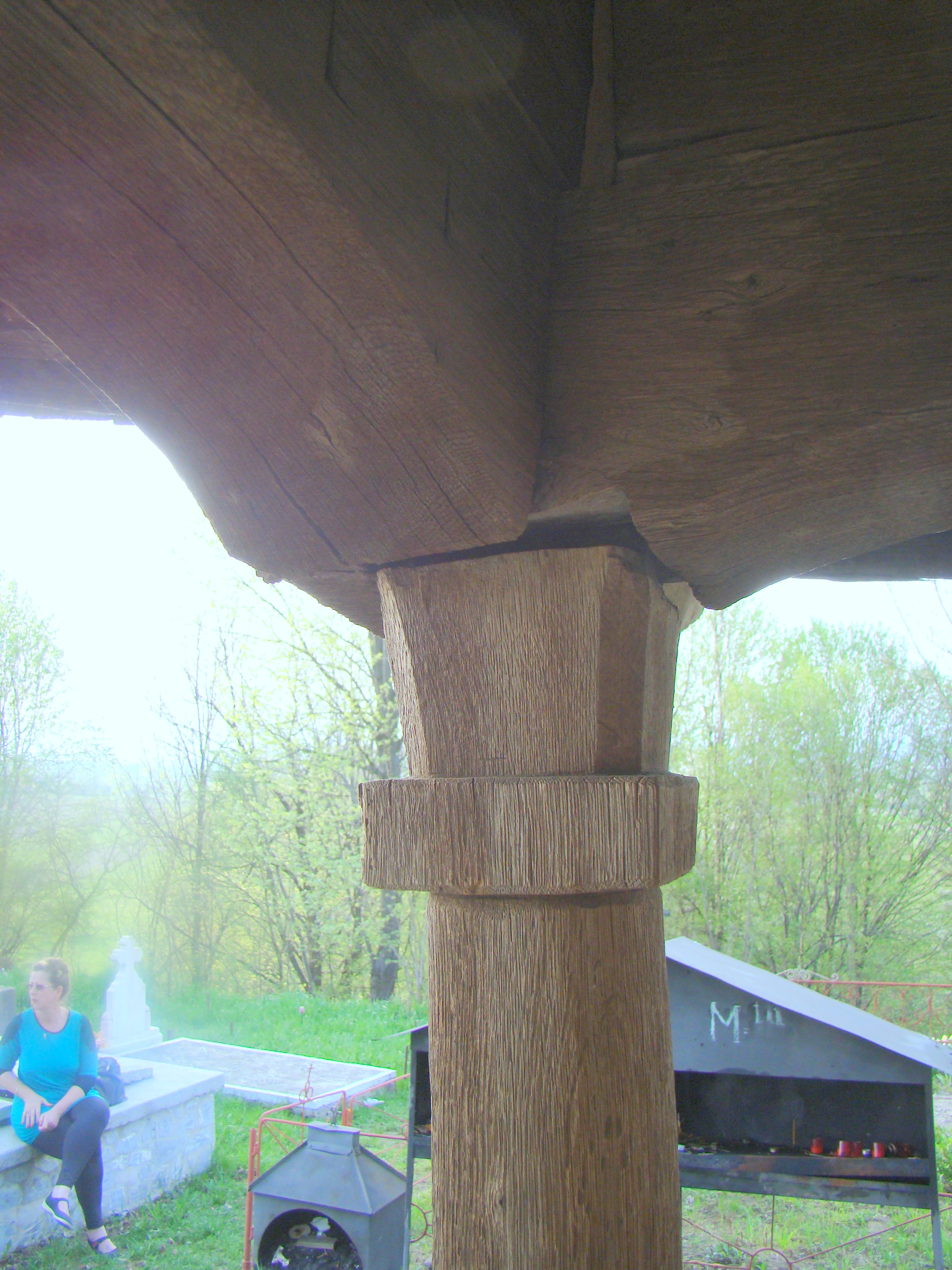
Capitel stâlp
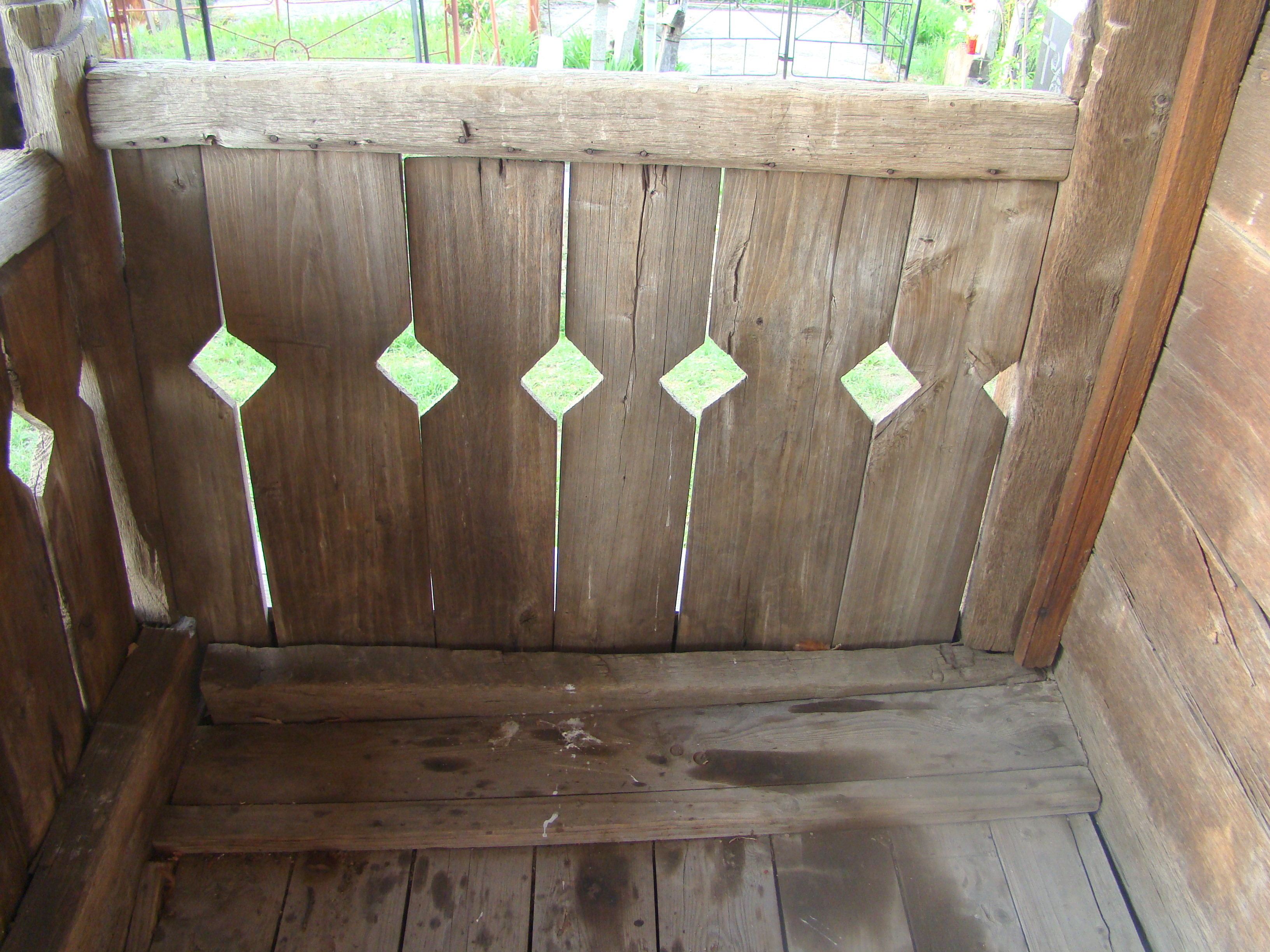
Motive traforate la pridvor
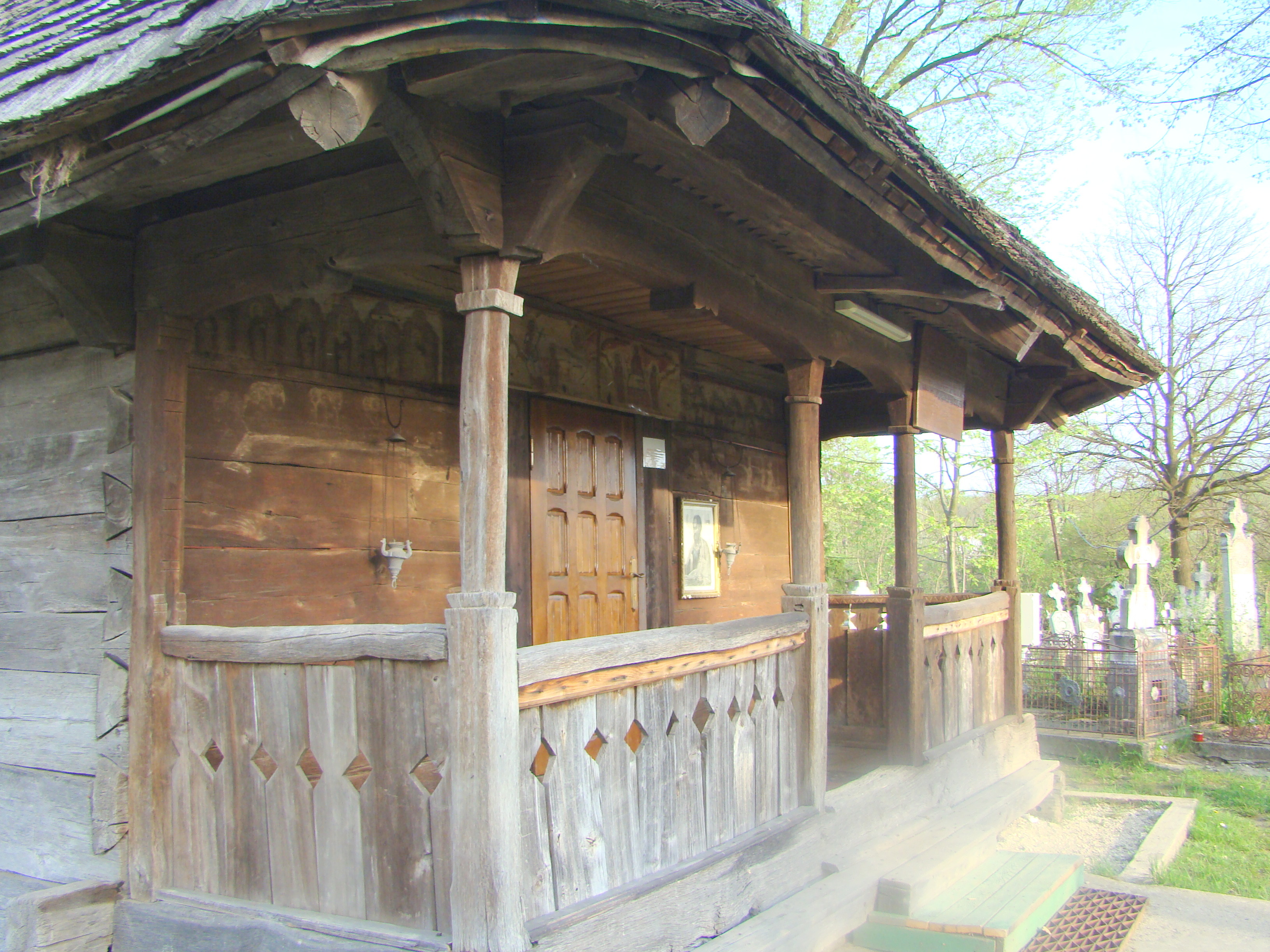
Prispa (vedere din lateral)
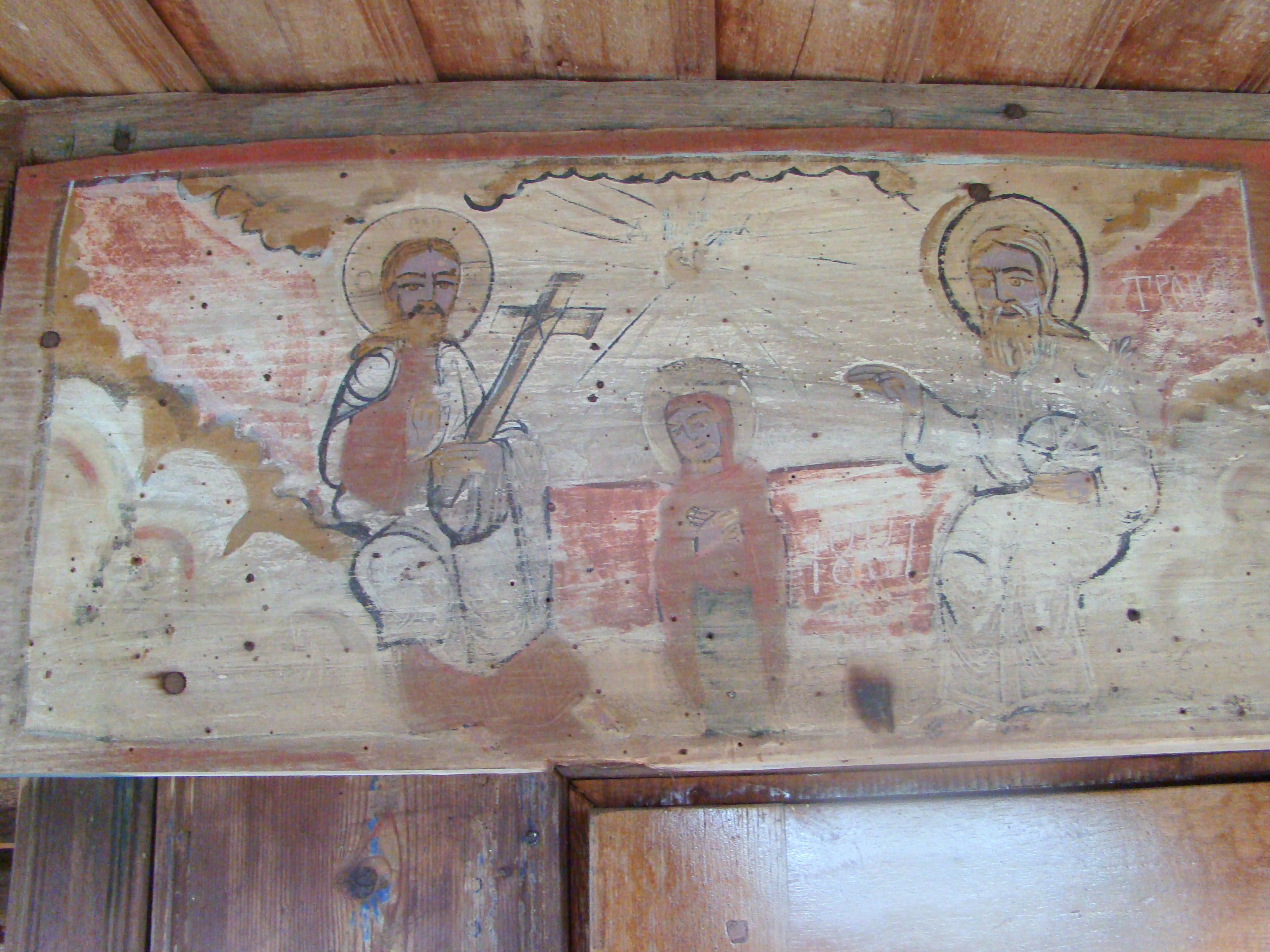
Pictură exterioară
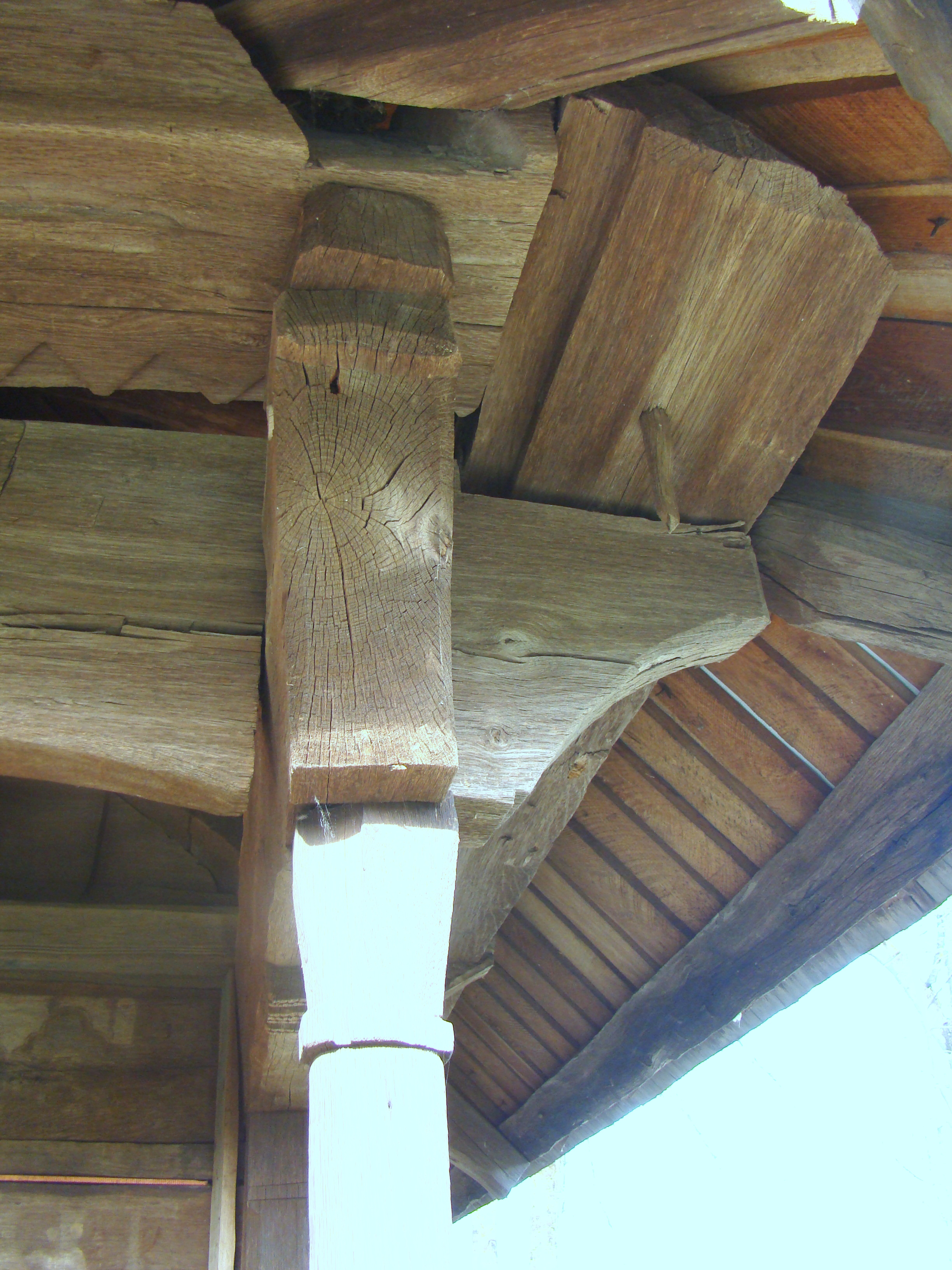
Stâlp şi console la pridvor
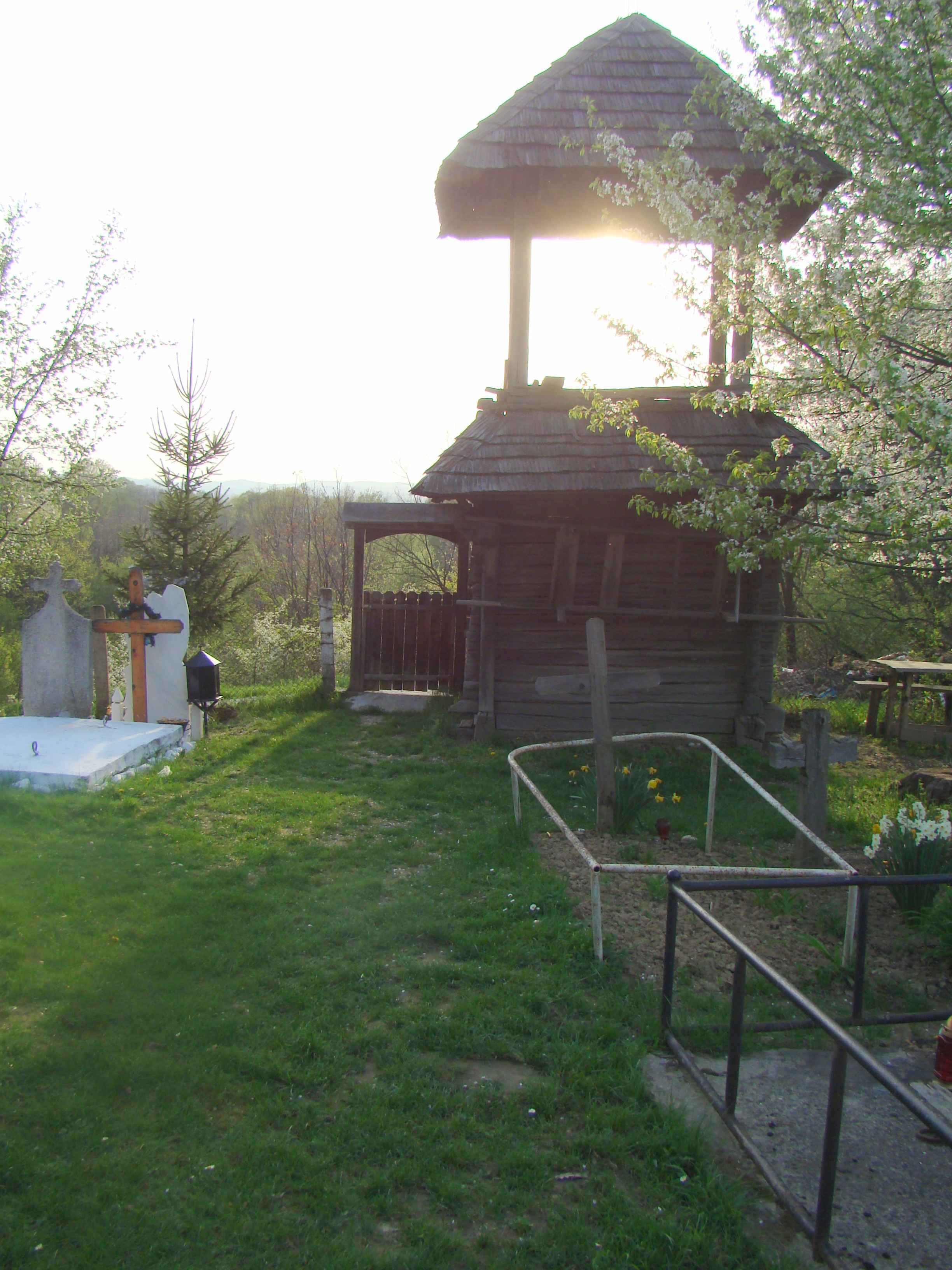
Clopotniţa şi portiţa de acces în cimitir
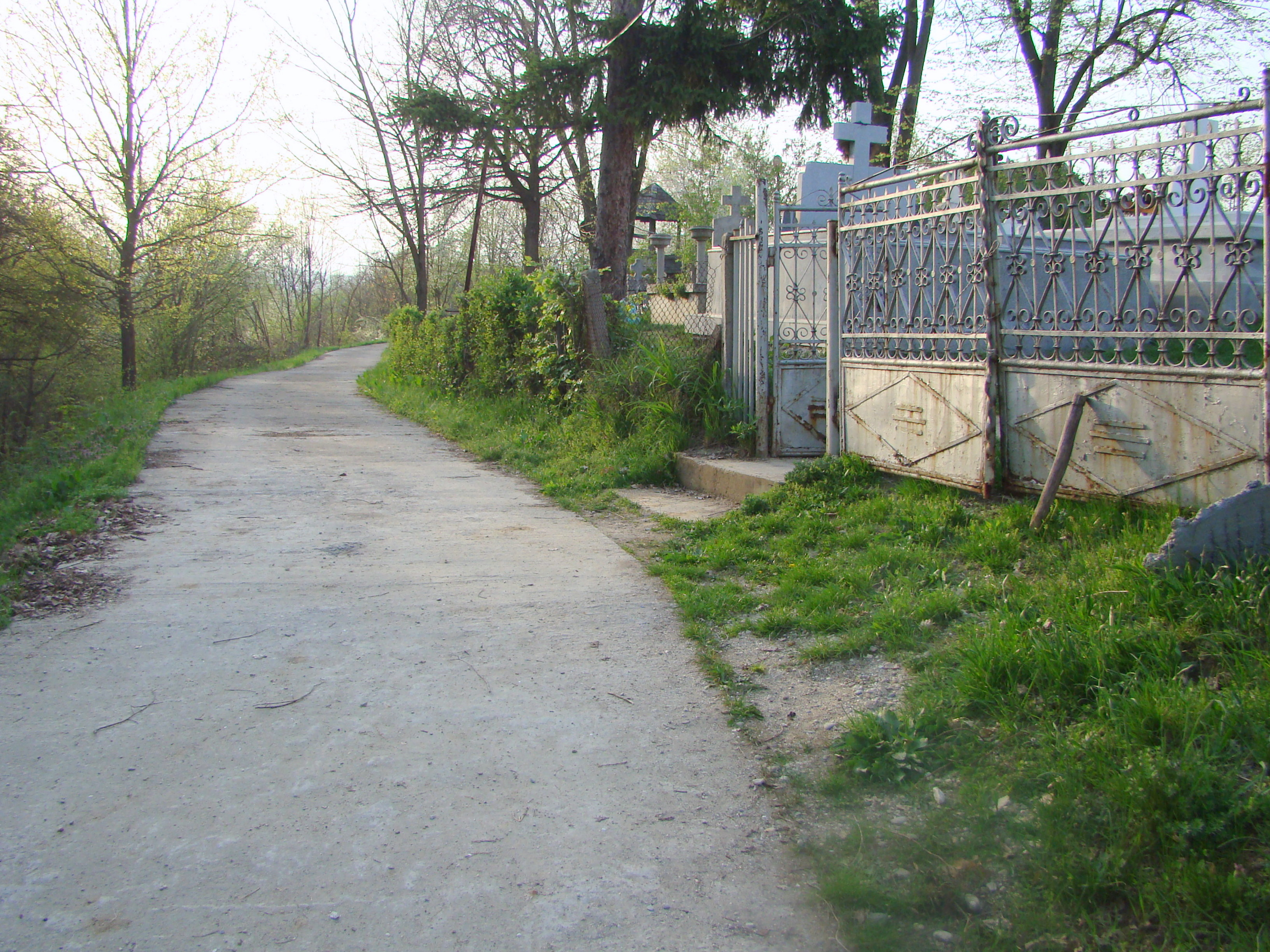
Drumul și împrejurimile